# Bruno Meissner
Bruno Meissner, född den 25 april 1868 i Graudenz, död den 13 mars 1947 i Zeuthen, var en tysk orientalist.
Meissner studerade i Leipzig, Berlin och Strassburg, blev filosofie doktor i Berlin 1892, docent i Halle 1895, extra ordinarie professor vid universitetet i Breslau 1904 och ordinarie där 1911. Meissner företog studieresor till England 1890-96, till Orienten 1899-1900, varunder han deltog i Tyska orientaliska sällskapets utgrävningar i Babylon, och Marocko 1901.